# Strada escatologica
La strada escatologica (in arabo ﺻﺮﺍﻁ‎?, ṣirāṭ), è nella cultura religiosa islamica qualcosa di più della semplice "Retta Via" (ṣirāṭ al-Mustaqīm) che, secondo lo stesso Corano (che impiega il termine 45 volte), l'uomo deve percorrere una volta che gli sia stata indicata da Allah.
È infatti una strada concreta che, nel "Giorno finale del Giudizio", porterà il defunto al suo destino ultimo: la condanna infernale (Jahannam ) o la salvezza eterna paradisiaca (Janna ).
Da un indeterminato punto di raccolta dei defunti (che, tuttavia, la tradizione islamica presume a maggioranza sia Gerusalemme, per evidente influenza ebraica), una strada - larga per il beato e strettissima per il dannato - scavalca infatti, a mo' di ponte, il luogo ctonio sottostante, in cui diavoli tormenteranno i perversi che inevitabilmente vi cadranno, mentre il beato approderà senza alcun problema al Bacino cui, bevendo, potrà togliersi per l'eternità il tormentoso stimolo della sete, accedendo infine al Paradiso vero e proprio e a tutte le sue delizie.  
Il termine arabo deriva certamente dal vocabolo latino strata, usato per indicare un tracciato non rozzamente disegnato, bensì opportunamente lastricato.
Gli Arabi ebbero cognizione di tali stratae, in quanto ancora presenti e percorribili nelle regioni della Siria-Palestina in cui essi, per motivo di commercio, regolarmente si recavano. Fra tutte, particolarmente percorsa era la Strata Diocletiana.